# Earl Manigault
Earl Manigault (ur. 7 września 1944 w Charleston, zm. 15 maja 1998 w Nowym Jorku) – amerykański koszykarz, który nigdy nie rozpoczął profesjonalnej kariery, uprawiający głównie koszykówkę uliczną.
Wychowywał się w Harlemie, w Nowym Jorku. Był znany pod pseudonimem The Goat, który odnosił się do jego skoczności i zręczności w poruszaniu się na boisku. Był rozpoznawany głównie dzięki wsadom, ale pracował również nad klasycznymi umiejętnościami, jak rzut z dystansu, czy obrona. Występował w lidze Rucker Park. Sława uzyskana na ulicznych boiskach, mimo nie najlepszych wyników w nauce, pozwoliła mu dostać się do liceum. Już jako nastolatek był określany jako zawodnik mający szansę na karierę w NBA.
Z powodu uzależnienia od narkotyków był usuwany ze szkoły już w liceum. Usunięty z Uniwersytetu Johnsona C. Smith w Charlotte po pierwszym semestrze studiów, ze względu na brak postępów w nauce i naruszanie dyscypliny. Nie próbował rozpocząć studiów na kolejnej uczelni, mimo ofert z dużych ośrodków akademickich o dobrych tradycjach koszykarskich (uniwersytety Duke, Północnej Karoliny, Stanowy w Kalifornii). Wrócił do Harlemu, gdzie pogrążył się w narkotykowym nałogu, był szereg razy zatrzymywany za drobne przestępstwa rabunkowe. Wciąż okazjonalnie grywał w koszykówkę, dając dowody niezwykłego talentu.
Dopiero w latach 80. rozpoczął walkę z nałogiem, zaangażował się w prowadzenie turniejów koszykarskich dla nastolatków z Harlemu pod hasłem "Walk Away From Drugs" (ang. "Porzucić narkotyki"). Zmarł z powodu niewydolności serca, wywołanej wieloletnim narkotyzowaniem się, niszczącym narządy wewnętrzne. 
Poświęcony mu jest biograficzny film fabularny Rebound: The Legend of Earl 'The Goat' Manigault (ang. Zbiórka. Legenda Earla "Kozła" Manigault'a), w którym jego rolę kreował Don Cheadle. 
W latach 60 i 70. XX wieku grywał przeciw takim zawodnikom jak Kareem Abdul-Jabbar, Earl "the Pearl" Monroe czy Connie "Hawk" Hawkins, a także graczom streetballa, którzy nie występowali w lidze NBA jak Herman "the Helicopter" Knowings czy Jackie "Jumpin" Jackson. 